# 路易·德·波旁-蘇瓦松
苏瓦松伯爵——路易·德·波旁-苏瓦松（法語：Louis de Bourbon-Soissons, Comte de Soissons，1604年5月1日—1641年7月6日），是法国国王路易十三的堂弟，王室血缘的排序上仅次于孔代亲王。

## 生平
1604年，出生于巴黎。
1612年，为多菲内行省总督。
1631年，为香檳行省总督。
1636年，与奥尔良公爵（路易十三的弟弟）等人密谋暗杀黎塞留，失败后逃到色當公国。
1641年，在西班牙的支持下，与色当公国当政者布永公爵再次密谋推翻黎塞留。
1641年，法国王室军队与色当公国军队在色当城外的拉马菲激战，在战斗中遭枪射杀。